# Prema Racing
Prema Racing, раніше відома як Prema Powerteam, є італійською автоспортивною командою. Він бере участь у Чемпіонаті FIA Формули-2 та Чемпіонаті FIA Формули-3, та інших юніорських чемпіонатах. У 2022 році команда взяла участь у Чемпіонаті світу з перегонів на витривалість FIA та Європейській серії Ле-Ман, розпочавши свою діяльність у гонках на витривалість. Команда була заснована в 1983 році і розташована в Грізіньяно-ді-Зокко, в регіоні Венето. Prema була резервом талантів для кількох юніорських програм Формули-1: від Toyota і Renault у перші дні; до Alpine, Ferrari, McLaren, Mercedes, Red Bull і Williams за останні роки. У 2023 році команда візьме участь у дев’яти чемпіонатах із загалом 28 пілотів. Према також збирається брати участь у серії IndyCar з 2025 року.

## Історія

### Серії юніорських формул
Prema Racing розпочала свою діяльність у 1983 році, а наступного року приєдналася до італійського чемпіонату Формули-3. National F3 буде головним полігоном для команди в перші роки. Серед його перших відомих випускників — майбутня зірка кузовних автоперегонів Фабріціо Джованарді, багаторазовий переможець Ле-Ману Рінальдо Капелло та чемпіон світу Формули-1 Жак Вільньов. Також титули чемпіона Італії у Формулі-3 було здобуто в 1990 році з Роберто Кольчаго, у 1998 році з Донні Кревельсом і в 1999 році з Пітером Сундбергом. Команда також зробила спробу одного сезону взяти участь у Міжнародному чемпіонаті Формули-3000.
У 1988 році команда здійснила свій перший міжнародний дебют Гран-прі Макао, змаганні, на якому команда буде виступати протягом більшої частини наступних десятиліть.
У 2000 році Prema почав брати участь у гонках сучасної Формули Рено, вигравши командний чемпіонат Формули Рено 2000 Єврокубок і чемпіонат Італії Формули Рено 2000 разом з Раяном Бріско в 2001 році. Інші видатні досягнення включають перемогу в італійському чемпіонаті Formula Renault 2000 у 2005 році з майбутньою зіркою Ф1 Камуї Кобаяші.
У 2003 році команда взяла участь у Формулі-3 Євро-серії та виграла перший випуск з Раяном Бріско . У наступні роки команда намагалася досягти конкурентних результатів, але відновилася, завоювавши титули 2011 та 2012 років з Роберто Мехрі та Даніелем Хункаделлою . Потім серія перейшла в Чемпіонат Європи FIA Formula 3, і Prema почала майже повне домінування, вигравши всі командні титули з 2011 і 2018 років і всі чемпіонати серед водіїв, крім одного. Деякі з чемпіонів також стали пілотами Формули-1, зокрема Естебан Окон, Ленс Стролл і Мік Шумахер . У 2011 році команда здобула свою першу перемогу на Гран-прі Макао з Даніелем Джункаделлою.
той же період команда почала розширюватися в напрямку нижньої та верхньої частини юніорських одномісних класів. Між 2006 і 2009 роками команда брала участь у чемпіонаті World Series Formula V8 3.5, посівши четверте місце у 2008 році з Мігелем Моліною, а також брала участь у короткотривалих італійських та європейських чемпіонатах Формули Abarth.
Після того, як FIA встановила більш суворі правила переходу до Формули-1, Prema поступово розширила свою діяльність, щоб охопити всі її етапи. Залишаючись активною в європейській Формулі-3, команда взяла участь у Формулі-4, вигравши перші два етапи італійського чемпіонату Формули-4 з Ленсом Строллом і Ральфом Ароном. У 2016 році команда також приєдналася до серії GP2, фінішувавши 1-2 на дебютному етапі з гонщиками Red Bull Junior П'єром Гаслі та Антоніо Джовінацці. У 2017 році, коли ця серія перетворилася на чемпіонат FIA Formula 2, Prema знову домінувала, а Шарль Леклер з академії водіїв Ferrari отримав сім перемог і сім поулів на шляху до дострокового завоювання титулу.
У чемпіонаті FIA Формула-2 2018 року команда виставила досвідчених гонщиків Шона Гелаеля та Ніка де Вріса. У чемпіонаті Європи FIA Формула 3 2018 року команду представляли члени Академії гонщиків Ferrari Маркус Армстронг, Роберт Шварцман та Гуанью Чжоу. Їх пілот Формули-3 2016 року Ральф Арон повернувся до команди Формули-3, а також Мік Шумахер, який став переможцем Формули. Для своєї подвійної участі в ADAC та італійській програмі F4 вони підписали Оллі Колдуелла та гонщиків Академії Ferrari Енцо Фіттіпальді та Джанлуку Петекофа. Заплановано, що пілот Red Bull Джуніор Джек Дуган буде виступати разом з командою Prema на окремих етапах в обох чемпіонатах.
У 2019 році команду у Формулі-2 представляють Шон Гелаель та чемпіон Європи з Формули 3 Мік Шумахер. Хоча команда посіла лише 9-те місце в командному заліку Формули-2, вона стала чемпіоном у першому чемпіонаті Формули-3 з водіями Робертом Шварцманом, Джеханом Дарувалою та Маркусом Армстронгом. Шварцман також виграє титул водія, а Армстронг і Дарувала посідають друге і третє місце відповідно. Према також брала участь у італійській Формулі-4 у 2019 році, де вони посіли друге місце в обох чемпіонатах, поступившись значною мірою Van Amersfoort Racing і норвезькому гонщику Деннісу Хаугеру.
Мік Шумахер залишився в команді, а Шварцман отримав підвищення на наступний сезон Формули-2. Шумахер виграв чемпіонський титул, а Шварцман фінішував 4-м з найбільшою кількістю перемог.  У сезоні F3 2020 року пілотами були Логан Сарджант, переможець FREC 2019 від Prema Фредерік Весті та Оскар Піастрі. Піастрі виграв би чемпіонат серед водіїв, а Сарджант та Весті посіли 3-е та 4-те місця відповідно. У сезоні FREC 2020 року склад Prema складався з чотирьох штатних водіїв; минулі пілоти Prema Формули-4 Олівер Расмуссен і Джанлука Петекоф, а також Артур Леклерк і Джеймі Чедвік. У цьому сезоні повністю домінувала команда: Петекоф, Леклерк і Расмуссен фінішували на перших трьох позиціях у чемпіонаті водіїв і, як і в сезоні F3 2020 року, виграли командний чемпіонат з більш ніж комфортним відривом.

### Серія IndyCar
На початку 2024 року Prema висловила зацікавленість у приєднанні до IndyCar ще у 2025 році. У квітні того ж року команда підтвердила свій вступ до сезону 2025 року, і збирається постачати двигуни Chevrolet .  Команда має складатися з двох пілотів, до складу яких увійдуть Каллум Ілотт і колишній пілот Prema F2 Роберт Шварцман.

## Хронологія
| Активні серії                                   | Активні серії                   |
| ----------------------------------------------- | ------------------------------- |
| Чемпіонат Італії з Формули-4                    | 2014–дотепер                    |
| Чемпіонат ОАЕ з Формули-4                       | 2016, 2020–дотепер              |
| Формула-2                                       | 2017–дотепер                    |
| Формула-3                                       | 2019–дотепер                    |
| Формульний регіональний чемпіонат Європи        | 2019–дотепер                    |
| Формула регіональний чемпіонат Близького Сходу  | 2023–дотепер                    |
| Академія F1                                     | 2023–дотепер                    |
| Чемпіонат Євро 4                                | 2023–дотепер                    |
| Чемпіонат Південно-Східної Азії з Формули-4     | 2023–дотепер                    |
| Картиг                                          | 2023–дотепер                    |
| Formula Trophy UAE                              | 2024–дотепер                    |
| Чемпіонат GB3                                   | 2025–дотепер                    |
| Серія IndyCar                                   | 2025–дотепер                    |
| Минулі серії                                    |                                 |
| Чемпіонат Італії з Формули-3                    | 1984–1999, 2002, 2009–2012      |
| Чемпіонат Німеччини з Формули-3                 | 1996, 2000–2002                 |
| Британська міжнародна серія Формули-3           | 1997, 1999, 2003, 2010–2012     |
| Міжнародна Формула 3000                         | 1998                            |
| Чемпіонат Італії з Формули Renault              | 2000–2008                       |
| Чемпіонат Франції з Формули-3                   | 2001–2002                       |
| Єврокубок Формула Renault 2.0                   | 2001–2003, 2005–2008, 2013–2014 |
| Формула 3 Євросерія                             | 2003–2012                       |
| Формула Renault 2000 Німеччина                  | 2004                            |
| Серія Формула Renault 3.5                       | 2006–2009                       |
| Формула Abarth                                  | 2010–2012                       |
| Формула Renault 2.0 Alps                        | 2012–2014                       |
| FIA Формула 3 Чемпіонат Європи                  | 2012–2018                       |
| ADAC Формула 4                                  | 2015–2022                       |
| Серія GP2                                       | 2016                            |
| Європейська серія Ле-Ман                        | 2022                            |
| Формула Регіональний чемпіонат Азії             | 2020–2022                       |
| Чемпіонат світу з перегонів на витривалість FIA | 2022–2023                       |